# Sertão de Inhamuns (tiểu vùng)
Sertão de Inhamuns là một tiểu vùng thuộc bang Ceará, Brasil. Tiều vùng này có diện tích 11693 km², dân số năm 2007 là 137965 người.